# Pehr Evind Svinhufvud

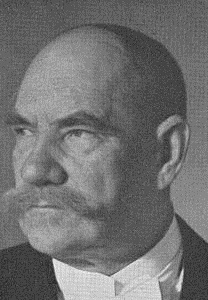
Pehr Evind Svinhufvud

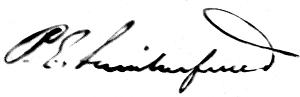
Svinhufvuds Unterschrift

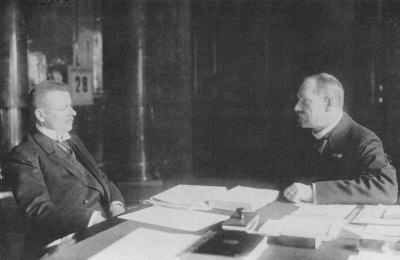
Im Sommer 1918 mit Juho Kusti Paasikivi (1946 bis 1956 Staatspräsident)

Pehr Evind Svinhufvud [pæːr ˈeːvind ˈsviːnhʉːvɵd] (* 15. Dezember 1861 in Sääksmäki; † 29. Februar 1944 in Luumäki), mit vollem adligem Namen Svinhufvud af Qvalstad, war ein finnischer Politiker und Staatsmann.

## Herkunft und Jugend
Das Adelsgeschlecht der Svinhufvud (der Name bedeutet im Schwedischen wörtlich „Schweinskopf“ oder besser „Ebershaupt“) stammt ursprünglich aus Dalarna in Schweden.
Pehr Evind Svinhufvud wurde am 15. Dezember 1861 in Sääksmäki in der südfinnischen Landschaft Häme geboren. Seine Eltern waren Pehr Gustaf Svinhufvud und Olga von Becker. Der Vater war Kapitän zur See und ertrank 27-jährig bei Griechenland, als der Sohn erst zwei Jahre alt war. In der Folge verbrachte Pehr Evind Svinhufvud seine frühe Kindheit im Haus seines Großvaters Pehr Gustaf Svinhufvud, Provinz-Schatzmeister und Gutsbesitzer von Rapola im Bezirk Sääksmäki (Westfinnland). Das Gut wurde zwangsversteigert – der Großvater erschoss sich. Noch vor seiner Einschulung zog die Mutter mit Pehr Evind und seiner ein Jahr älteren Schwester nach Helsinki.

## Karriere
In Helsinki wurde Svinhufvud Jurist und repräsentierte seine 1574 geadelte Familie in der Ritterkammer des alten Ständereichstags. Von 1907 bis 1914 war er konservativer Abgeordneter für die Jungfinnische Partei im neuen Ein-Kammer-Reichstag und dessen Sprecher bis 1912. Als Gegner des Zarenregimes wurde er 1914 nach Sibirien deportiert. 1917 war Svinhufvud Senatspräsident und reiste nach Petrograd, um die Anerkennung der Unabhängigkeit Finnlands bei Lenin zu erwirken, was auch gelang. Während des Finnischen Bürgerkrieges stand er an der Spitze der Weißen Regierung in Vaasa/Turku und war zeitweiliger Staatschef vom Mai bis zum Dezember 1918. Nach der Niederlage der Mittelmächte im Ersten Weltkrieg war er als Monarchist und Freund der Deutschen nicht mehr tragbar und wurde von Gustaf Mannerheim abgelöst. 1930 erzwang die Lappobewegung seine Ernennung zum Staatsminister und 1931 wurde er zum Staatspräsidenten gewählt. Der rechtskonservative Svinhufvud wollte eine Regierungsbeteiligung der Sozialdemokraten nicht zulassen. Bei der Präsidentschaftswahl 1937 unterlag er dem Landbund-Kandidaten Kyösti Kallio im zweiten Wahlgang.

## Familie

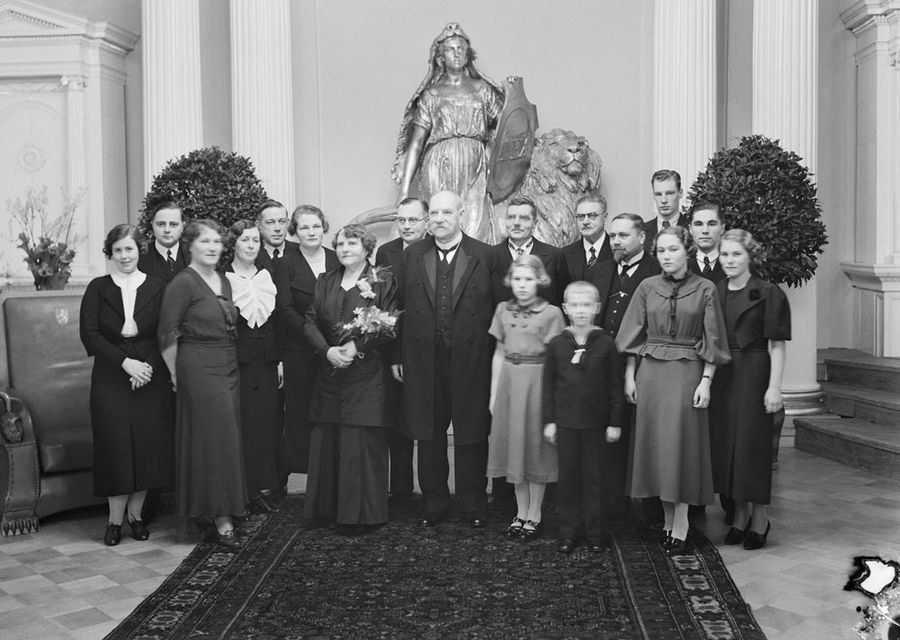
1936: Svinhufvud im Kreise seiner Familie an seinem 75. Geburtstag

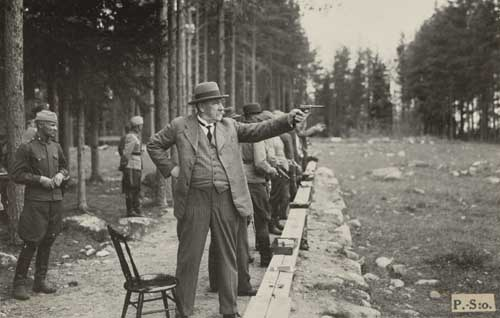
1934: Der bald 73-jährige Präsident bei Schießübungen

Statue vor dem Parlamentsgebäude in Helsinki

Seine Ehefrau war von 1889 bis zu seinem Tod 1944 Alma Ellen Timgren (1869–1953), Tochter von Gustaf Werner Timgren und Alma Sofia Malvina Svinhufvud.
Ihre Kinder waren
- Pehr Yngve (1890–1991), Magister der Rechtswissenschaften;
- Ilmo Gretel (verheiratete Sommar) (1892–1969);
- Aino Mary (verheiratete Alfthan), (1893–1980), Zahnärztin;
- Eino Gustaf (1896–1938), Doktor der Philosophie;
- Arne Bertel (1904–1942);
- Veikko Eivind (1908–1969), Forstbeamter, Mitglied des Parlaments.[2]

Pehr Evind Svinhufvud starb am 29. Februar 1944 in Luumäki in der Provinz Kymi. Sein überlebensgroßes Denkmal steht vor dem finnischen Parlamentsgebäude in Helsinki.